# 国技館5000人の第九コンサート

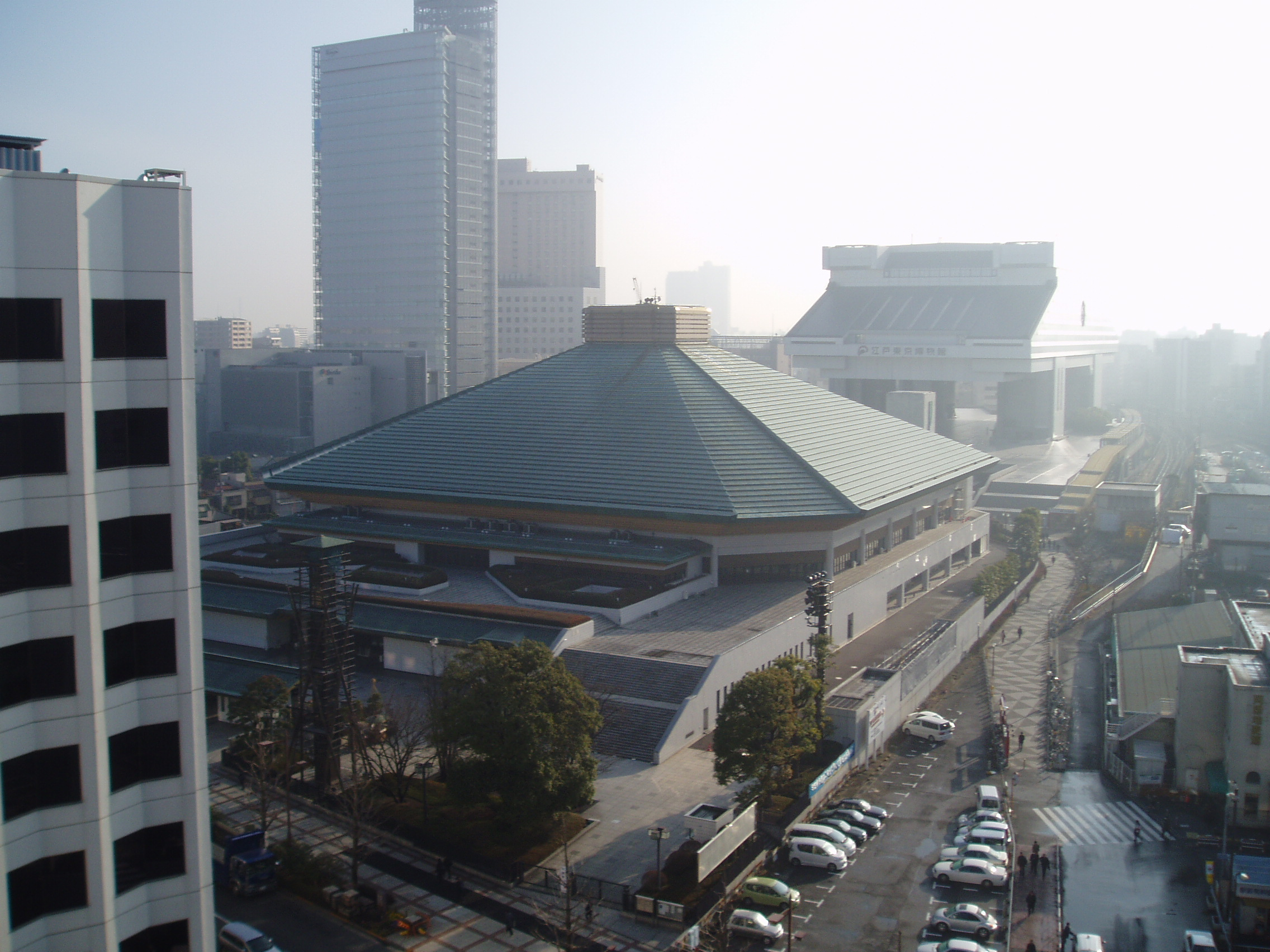
本興行の公演会場として創始以来一貫して使用されている両国国技館

国技館5000人の第九コンサート（こくぎかんごせんにんのだいくコンサート）は、おおむね毎年2月の第3または第4日曜日に東京・横網の両国国技館で行われている、ベートーヴェン「第九」の演奏をメインとする音楽興行。毎年7月頃から全国各地より一般公募される5000人の合唱団員が参加することが大きな特徴である。

## 運営
現在の主催者は「国技館すみだ第九を歌う会」、墨田区。「国技館すみだ第九を歌う会」については、イベントの企画段階で、運営主体として墨田区文化観光協会の手により設立された経緯がある。このため、民間放送事業者の主催により行われている大阪の「サントリー1万人の第九（1万人の第九）」並びに広島の「第九ひろしま」と比較して、公的性格の強いイベントとなっている。
協賛については、現在では地元企業を中心に複数が名を連ねているが、第2回から第10回まではライオン（特別協賛扱い。墨田区内に本社有）、第11回は日立製作所が、それぞれ一社単独で協賛していた。

## 概要
1985年2月17日の両国国技館落成を祝賀する目的で、初めて開催された。しかし、その構想自体は、前年である1984年の年明け早々から芽生えていた。
江戸時代から相撲等を軸とした町人文化で栄えてきた両国の地であったが、明治・大正・昭和と時代が進むにつれて、その頃の勢いは衰えを見せた。さらに第二次世界大戦後、進駐軍によって旧両国国技館が接収されてからは、隅田川の西側（両国から見た場合、隅田川を挟んで反対側）に位置する台東区蔵前に国技館が移ってしまい、隅田川の東側地域（墨田区など）は沈滞ムードに覆われていた。それが1985年1月の新国技館落成を機に、国技館が両国の地に戻ってきたのであった。
このことにあわせて、隅田川の東側地域の活性化に繋げていきたいという思いもあり、墨田区文化観光協会の職員で後に「すみだ第九を歌う会」の事務局長を務めることになった石井貞光と、地方の音楽文化の向上等に取り組んでいた指揮者の石丸寛が中心になって、この「第九」イベントの企画が進行していった。こうした背景から、第1回の公演では「おかえりなさい国技館」のサブタイトル（テーマ）が付いた。
また、墨田区の活性化と文化向上の起爆剤と位置づけていたこともあり、構想の段階において、翌年以降の継続を前提に議論が重ねられていた。
なお、1985年の第1回公演時の記録として、報道発表は1984年4月24日、その翌日から合唱団員の募集を開始し、この年の「1万人の第九」公演日（12月2日）頃までに5,000人を達成した。
2020年（令和2年）の第36回コンサートについては、新型コロナウイルスの感染拡大の影響により、同年2月16日にコンサートの開催中止が決定した。2021年以降も中止。2024年（令和6年）2月18日に第37回コンサートとして復活が決定した。

## プログラム
コンサートは基本的には2部構成で行われている。
- 第1部：名曲コンサート（現在）
- 第2部：「第九」の演奏、『花』

なお、終演後は引き続き合唱団の「解団式」が執り行われる。この「解団式」では例年、都道府県別合唱団員紹介（紹介は原則としてグループ単位）が行われている。また、最後に行われる「乾杯の儀式」は名物にもなっている（この終演後の「解団式」は「第九ひろしま」でも例年行われているが、「第九ひろしま」では都道府県別合唱団員紹介は行われない）。
第1部については、現在では名曲コンサート形式になっている。しかし、かつては式典が行われたり、創作作品の演奏だったり、「第九」に関するトークであったりと定型化されていない。また、第1部を置かなかった回もあった。中でも、第5回公演（1989年）の第1部では、当時「1万人の第九」で指揮をしていた山本直純が指揮台に立ち、「5周年記念委嘱祝典曲」の演奏が行われた。同一の指揮者が複数の大規模「第九」イベントの指揮台に立った例は、この山本直純と、第22回公演（2006年）で指揮台に立った円光寺雅彦（「第九ひろしま」の第12回公演でも指揮した）の2人だけである。
合唱団規模は約5,000人で、首都圏はもとより全国各地からも集まってくる。また日本国外からの参加の実例もある。
管弦楽については、東京交響楽団（東響）が創始時から参加している。これは、構想段階では東京都交響楽団（都響）ともう一つ程度の規模で計画されていたものの、都響側からスケジュールが合わないとの回答があり、代わりに東響から了承を取り付けることができたという経緯によるものである。第2回からは、後に墨田区とフランチャイズ関係を築くことになる新日本フィルハーモニー交響楽団（新日本フィル）も参加。この第2回以降、「5000人の第九」用に「国技館第九コンサート祝祭管弦楽団」の名称も用意された。さらに第16回からは、東京シティ・フィルハーモニック管弦楽団（東京シティ・フィル）も参加している。また第2回では、東響と新日本フィルを中心に、全国のオーケストラからトップ奏者を選び出して特別に編成することも行われた。
合唱団員の募集については先着順受付による。出演に際しては、所定のレッスンを受ける必要がある。例年このレッスンは9月下旬に開かれる「発会式」から始まり、年内は墨田区にあるすみだリバーサイドホールで月3,4回のペースで進められる。（最近では、これとは別に「第九」の経験が無い初心者向けの特別レッスン（初心者コース）も設定されるようになってきている。）年明け以降本番までの間は、すみだリバーサイドホールのほか、東京都内を中心に首都圏各所に会場を設定してレッスンが進められる。また、本番前日には合唱リハーサルが行われるため、合唱団員は参加が必要となる。

## 沿革
第1回：1985年2月17日「おかえりなさい国技館」
指揮：石丸寛、管弦楽：東京交響楽団
ソプラノ：中沢桂、アルト：伊原直子、テノール：五十嵐喜芳、バリトン：栗林義信
第2回：1986年2月16日「かけがえのない地球そして生命」
指揮：石丸寛、管弦楽：祝祭管S
ソプラノ：中沢桂、アルト：伊原直子、テノール：五十嵐喜芳、バリトン：栗林義信
第3回：1987年2月22日「音楽都市を目指して」
指揮：石丸寛、管弦楽：祝祭管S
ソプラノ：中沢桂、アルト：伊原直子、テノール：五十嵐喜芳、バリトン：栗林義信
第4回：1988年2月21日「音楽都市づくり元年」
指揮：荒谷俊治、管弦楽：祝祭管S
ソプラノ：中沢桂、アルト：伊原直子、テノール：小林一男、バリトン：栗林義信
第5回：1989年2月19日「一歩そして一歩」
指揮：石丸寛、管弦楽：祝祭管S
ソプラノ：大倉由紀枝、アルト：伊原直子、テノール：小林一男、バリトン：木村俊光
第6回：1990年2月18日「歌う歓び、聴く歓び」
指揮：石丸寛、管弦楽：祝祭管S
ソプラノ：大倉由紀枝、アルト：伊原直子、テノール：小林一男、バリトン：木村俊光
第7回：1991年2月24日「音楽それは平和への願い」
指揮：三石精一、管弦楽：祝祭管A
ソプラノ：大倉由紀枝、アルト：西明美、テノール：小林一男、バリトン：木村俊光
第8回：1992年2月23日「わかち合おう、歓びを」
指揮：石丸寛、管弦楽：祝祭管A
ソプラノ：大倉由紀枝、アルト：伊原直子、テノール：小林一男、バリトン：木村俊光
第9回：1993年2月21日「苦悩をへて歓喜へ」
指揮：石丸寛、管弦楽：祝祭管A
ソプラノ：大倉由紀枝、アルト：伊原直子、テノール：小林一男、バリトン：木村俊光
第10回：1994年2月20日「第九との出会い10年」
指揮：石丸寛、管弦楽：祝祭管A
ソプラノ：大倉由紀枝、アルト：伊原直子、テノール：吉田浩之、バリトン：多田羅迪夫
第11回：1995年4月2日「心新たに歓びの時を求めて」指揮：大友直人、管弦楽：祝祭管A
ソプラノ：大倉由紀枝、アルト：伊原直子、テノール：錦織健、バリトン：勝部太
第12回：1996年2月18日「明日のために感動をわかち合おう」
指揮：大友直人、管弦楽：祝祭管A
ソプラノ：澤畑恵美、アルト：伊原直子、テノール：錦織健、バリトン：福島明也
第13回：1997年2月23日「歓喜の歌声響きわたる街すみだ」
指揮：大友直人、管弦楽：祝祭管A
ソプラノ：澤畑恵美、アルト：伊原直子、テノール：錦織健、バリトン：福島明也
第14回：1998年3月1日「未来に輝く子どもたちに愛と音楽を -すみだトリフォニーホールの船出-」
指揮：大友直人、管弦楽：祝祭管A
ソプラノ：大倉由紀枝、アルト：秋葉京子、テノール：錦織健、バリトン：福島明也
第15回：1999年2月11日「音楽都市すみだの道標」
指揮：大友直人、管弦楽：祝祭管A
ソプラノ：澤畑恵美、アルト：秋葉京子、テノール：錦織健、バリトン：福島明也
第16回：2000年2月27日「新1000年に継げ、歓喜の歌を」
指揮：大友直人、管弦楽：祝祭管A
ソプラノ：澤畑恵美、アルト：秋葉京子、テノール：錦織健、バリトン：福島明也
第17回：2001年3月11日「21世紀に夢をのせて」
指揮：外山雄三、管弦楽：祝祭管A
ソプラノ：大橋ゆり、アルト：竹田弥加、テノール：高橋淳、バリトン：高橋啓三
第18回：2002年2月24日「平和と友情、アジアの願い」
指揮：張允聖（チャン・ユンソン）、管弦楽：祝祭管B
ソプラノ：豊田喜代美、アルト：手嶋眞佐子、テノール：福井敬、バリトン：福島明也
第19回：2003年2月23日「世界の自由と平和を願って…」
指揮：ペトル・ヴロンスキー、管弦楽：
ソプラノ：佐藤しのぶ、アルト：坂本朱、テノール：錦織健、バリトン：福島明也
第20回：2004年2月22日「第九を世界平和のメッセージに…」
指揮：荒谷俊治、管弦楽：祝祭管B
ソプラノ：中丸三千繪、アルト：菅有実子、テノール：上原正敏、バリトン：稲垣俊也
第21回：2005年2月27日「世界はひとつ、EUも友だち第九の世界連合へ」
指揮：ローランド・バーダー、管弦楽：祝祭管B
ソプラノ：大倉由紀枝、アルト：林美智子、テノール：井ノ上了史、バリトン：木村俊光
第22回：2006年2月26日「Dona nobis pacem （我らに平和を与えたまえ）」
指揮：円光寺雅彦、管弦楽：新日本フィルハーモニー交響楽団
ソプラノ：佐藤しのぶ、アルト：林美智子、テノール：錦織健、バリトン：木村俊光
第23回：2007年2月25日「第九はあらゆる人々の交流、交歓の広場」
指揮：荒谷俊治、管弦楽：新日本フィルハーモニー交響楽団他
ソプラノ：佐藤しのぶ、アルト：坂本朱、テノール：錦織健、バリトン：福島明也
第24回：2008年2月24日「世界は一つ!」
指揮：円光寺雅彦、管弦楽：新日本フィルハーモニー交響楽団他
ソプラノ：佐藤しのぶ、アルト：井戸靖子、テノール：錦織健、バリトン：福島明也
第25回：2009年2月22日「『共生』：人と自然が共に生きる」
指揮：ケルスティン・ベーンケ、管弦楽：新日本フィルハーモニー交響楽団他
ソプラノ：佐藤しのぶ、アルト：坂本朱、テノール：ローレンス・バクスト、バリトン：福島明也
第26回：2010年2月28日「全人類は兄弟・姉妹（Alle Menschen werden Brüder）」
指揮：張允聖（チャン・ユンソン）、管弦楽：新日本フィルハーモニー交響楽団他
ソプラノ：佐藤しのぶ、アルト：坂本朱、テノール：錦織健、バリトン：福島明也
第27回：2011年2月27日「平和の絆～第九と共に～」
指揮：松尾葉子、管弦楽：新日本フィルハーモニー交響楽団他
ソプラノ：佐藤しのぶ、アルト：坂本朱、テノール：錦織健、バリトン：福島明也
第28回：2012年2月26日「復活の祈り～第九と共に～」
指揮：円光寺雅彦、管弦楽：東京フィルハーモニー交響楽団
ソプラノ：佐藤しのぶ、アルト：坂本朱、テノール：吉田浩之、バリトン：河野克典
第29回：2013年2月24日「明日への希望」
指揮：松尾葉子、管弦楽：新日本フィルハーモニー交響楽団他
ソプラノ：佐藤しのぶ、アルト：坂本朱、テノール：錦織健、バリトン：福島明也
第30回：2014年2月23日「スカイツリーの街“心でつなぐハーモニー”」
指揮：松尾葉子、管弦楽：新日本フィルハーモニー交響楽団
ソプラノ：澤畑恵美、アルト：菅有実子、テノール：大澤一彰、バリトン：福島明也
第31回：2015年2月22日「届けよう　愛と平和のメッセージ」
指揮：松尾葉子、管弦楽：新日本フィルハーモニー交響楽団
ソプラノ：佐々木典子、アルト：増田弥生、テノール：大澤一彰、バリトン：福島明也
第32回：2016年2月28日「歌おう第九　伝えよう感動」
指揮：松尾葉子、管弦楽：新日本フィルハーモニー交響楽団
ソプラノ：小林沙羅、アルト：増田弥生、テノール：山本耕平、バリトン：福島明也
第33回：2017年2月19日「世界へ届け平和の願い」
指揮：下野竜也、管弦楽：新日本フィルハーモニー交響楽団
ソプラノ：半田 美和子、アルト：清水華澄、テノール：糸賀修平、バリトン：福島明也
第34回：2018年2月25日「第九でつながる心と心」
指揮：大友直人、管弦楽：新日本フィルハーモニー交響楽団
ソプラノ：小林沙羅、アルト：鳥木弥生、テノール：西村悟、バリトン：与那城敬
第35回：2019年2月24日「歌いつごう　すみだの第九」
指揮：大友直人、管弦楽：新日本フィルハーモニー交響楽団
ソプラノ：小林沙羅、アルト：金子美香、テノール：鈴木准、バリトン：福島明也
第36回：2020年2月23日「令和へつなぐ　第九の心」
指揮：大友直人、管弦楽：新日本フィルハーモニー交響楽団
ソプラノ：市原愛、アルト：谷口睦美、テノール：福井敬、バリトン：福島明也
※新型コロナウイルスの感染拡大の影響により、開催中止
第37回：2024年2月18日「復活の第九・未来への第九　初演から200年の時を超えて」
指揮：大友直人、管弦楽：新日本フィルハーモニー交響楽団
ソプラノ：市原愛、アルト：谷口睦美、テノール：宮里直樹、バリトン：福島明也
※前述のコロナ禍の影響による第36回公演の中止を経て、（2019年以来）5年ぶりに復活。2023年12月17日現在「国技館すみだ第九を歌う会」の登録者は4,027名。
第38回：2025年2月23日「第九でつなごう　世界の輪」
指揮：大友直人、管弦楽：新日本フィルハーモニー交響楽団
ソプラノ：上野舞、アルト：谷口睦美、テノール：福井敬、バリトン：井出壮志朗

### 凡例
- 各回毎のテーマは公演期日表記の右隣の「」内に記載
- 指揮については、第2部の「第九」演奏でタクトを執った指揮者を表示〔第10回までは、石丸寛が音楽監督（第2部）として関わってきている〕
- 管弦楽
  - 「祝祭管S」 - 全国のオーケストラからの選抜メンバーで組織（東京交響楽団・新日本フィルハーモニー交響楽団中心）
  - 「祝祭管A」 - 東京交響楽団 + 新日本フィルハーモニー交響楽団
  - 「祝祭管B」 - 東京交響楽団 + 新日本フィルハーモニー交響楽団 + 東京シティ・フィルハーモニック管弦楽団
  - なお、「祝祭管」とは「国技館第九コンサート祝祭管弦楽団」の略である。
- ソリスト陣については、楽曲としての「第九」の譜面上に於いて定められている楽器編成の区分に従い「ソプラノ(S)・アルト(A)・テノール(T)・バリトン(Br)」のパート区分にて紹介
- その他

## 交流実績
これまでに「国技館すみだ第九を歌う会」として参加した（有志を派遣した）主な演奏会、および公演が行われた都市を以下に記した。

### 国内
- 「1万人の第九」：1991年・1998年・1999年・2001年以降毎年参加
- 「第九ひろしま」：2000年・2001年
- 国内その他
  - 「岩手8000人の『第九』歓喜の大合唱」（1985年10月）
  - 「ふくおか8000人の第九」（1987年1月）
  - 長野五輪記念「第九」演奏会（1998年1月）ほか

### 海外
- ウィーン
- ベルリン
- ボン
- ハイデルベルク
- シドニー
- ロサンゼルス
- 北京
- 昆明　他

## 関連図書（参考文献）
- 石井貞光 編著『歌った! 5000人の「第九」の記録』（いかだ社）
- 国技館すみだ第九を歌う会 編『5000人の第九物語』（隅田川文庫）
- 鈴木淑弘 著『〈第九〉と日本人』（春秋社）